# Guide Rock
Guide Rock – wieś w Stanach Zjednoczonych, w stanie Nebraska, w hrabstwie Webster.